# Gouvernorat

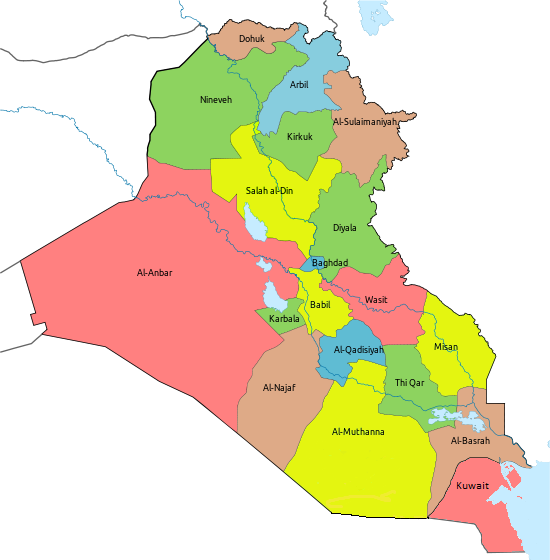
Gouvernorat

Un gouvernorat est une subdivision territoriale. Ce terme peut être utilisé pour traduire le mot arabe muhafazah (محافظة, au pluriel : محافظات), aussi écrit mohafazah (mohafazat), qui signifie également « province » ou « département »[Selon qui ?].
Il peut aussi, par analogie à l'anglais, faire référence aux subdivisions de l’Empire russe (russe : губерния, goubernia, généralement traduit par « gouvernement »).

## Les pays arabes
- gouvernorats de Bahreïn
- gouvernorats de l'Égypte
- gouvernorats de l'Irak (traduction officielle, quelquefois traduit en tant que provinces)
- gouvernorats de la Jordanie
- gouvernorats du Koweït
- gouvernorats du Liban
- gouvernorats d’Oman
- gouvernorats de la Syrie
- gouvernorats de la Tunisie (wilaya)
- gouvernorats du Yémen

## Royaume de Roumanie
- Gouvernorat de Bessarabie (Roumanie)
- Gouvernorat de Bucovine
- Gouvernorat de Transnistrie

## Autres pays
- gouvernements (« gouvernorats ») de l’Empire russe